# Jacopo Marieschi

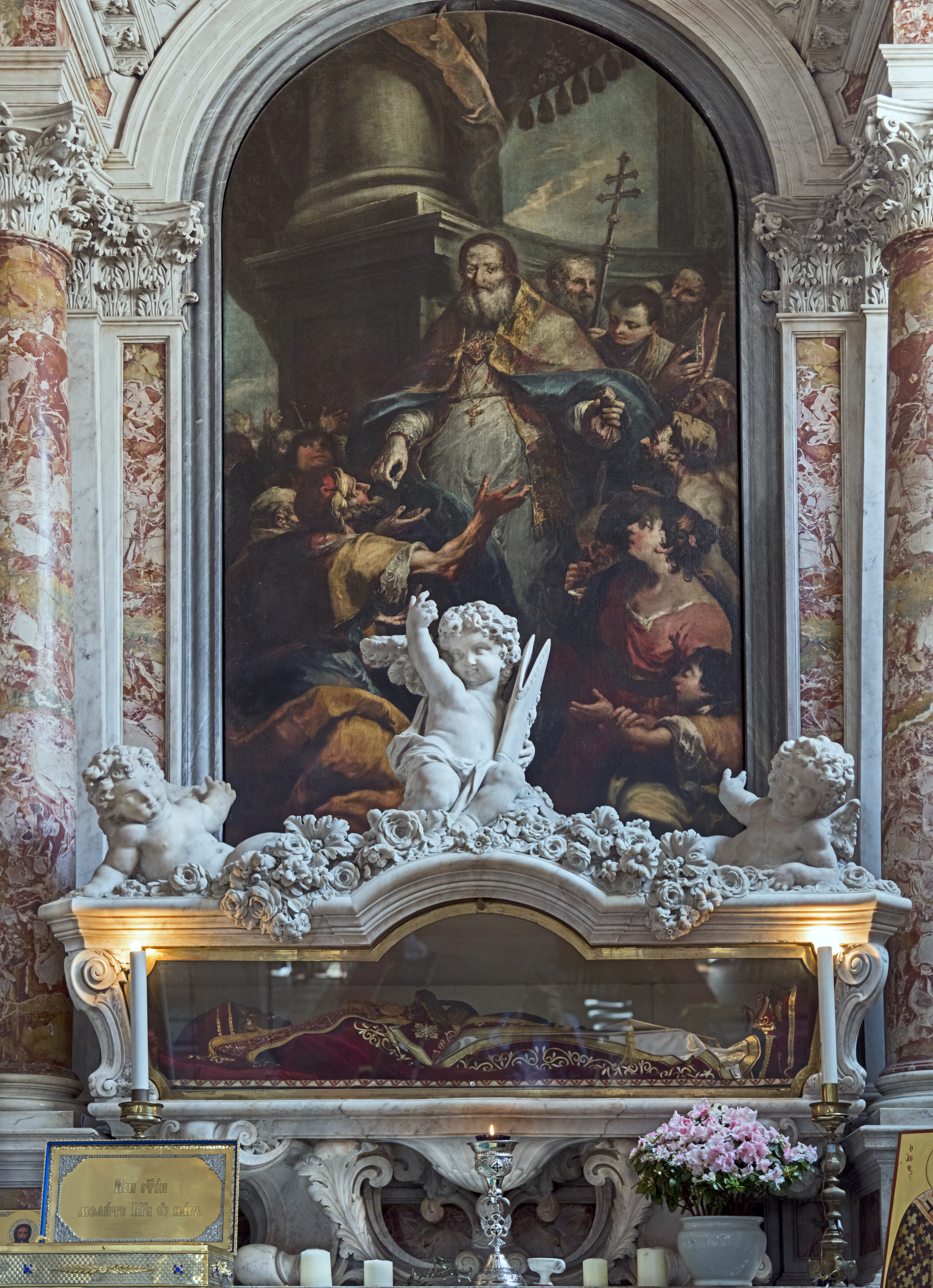
San Giovanni Elemosinario dispensa le elemosine (1743); Venezia, chiesa di San Giovanni in Bragora.

Jacopo Marieschi (Venezia, 12 febbraio 1711 – Venezia, 1794) è stato un pittore italiano.

## Biografia
Figlio di Paolo e Paolina Tiozzi, su di lui si è fatta non poca confusione. Allievo e stretto collaboratore di Gaspare Diziani, la critica ha faticato a distinguere le opere dell'uno e dell'altro; altri equivoci sono insorti con Michele Marieschi, vedutista attivo a Venezia nello stesso periodo.
Benché assai apprezzato dai contemporanei (tanto da essere nominato, nel 1776, presidente dell'Accademia), la sua figura è stata in seguito trascurata dagli studiosi, venendo rivalutato solo negli ultimi decenni.
Nell'atto di battesimo del figlio (1736) è qualificato già "pittore", ma le prime notizie sulla sua attività si hanno a partire dal 1743, quando risultava impegnato nelle chiese di San Giovanni in Bragora e Santa Maria delle Penitenti.
Per una cappella laterale della prima realizzò il San Giovanni Elemosinario dispensa le elemosine (pala d'altare) e la Traslazione del corpo del santo (lunetta a sinistra). La prima risulta ancora poco originale e mostra chiaramente un'influenza dell'arte cinquecentesca; la seconda, invece, ha uno stile completamente diverso e si imposta su un'accentuata diagonale che va dal fondo al primo piano. In queste opere risaltano i richiami al Diziani nella resa di alcuni dettagli, tuttavia la pennellata si ispira a Gianantonio Guardi e i colori a Sebastiano Ricci. 
Queste caratteristiche si riscontrano anche nel trittico destinato alla chiesa di Santa Maria delle Penitenti: la Madonna e san Lorenzo Giustiniani in gloria e la Santissima Trinità (1743), un tempo collocate sul soffitto e oggi conservate a palazzo Contarini del Bovolo, e la pala d'altare Madonna in gloria e santi (1744). La prima è senza dubbio la più complessa poiché si basa su un potente scorcio scandito da piani inclinati, riferimento Madonna del Carmelo dipinta dal Diziani per la chiesa di Borbiago. La Santissima Trinità è più semplice, ma anche in questo caso la figura di Dio Padre è di matrice dizianesca; e pure nella terza la Vergine e santa Margherita da Cortona rimandano all'iconografia friulana adottata dal maestro bellunese. Vanno tuttavia ricordati alcuni aspetti del tutto originali: la maggiore eleganza formale e soprattutto i colori meno pesanti, tali da rendere il quadro più luminoso e coinvolgente all'occhio dell'osservatore.
Vanno collocati negli anni 1740 due interessanti serie di teleri: quattro Episodi di storia, nell'attuale Curia vescovile di Vittorio Veneto e le Storie di san Romualdo, realizzate per la chiesa di San Clemente e oggi nel deposito del Polo museale veneziano. 
L'Immacolata Concezione e santi della chiesa di Santo Stefano (documentata nel 1755) è una delle sue opere più pregevoli, sia per la brillante resa cromatica, sia per il graduale abbandono dello stile dizianesco a favore del Ricci.
Nel 1755 venne nominato professore dell'Accademia, venendo più volte riconfermato negli anni.
Altre opere degli anni 1750 sono due stazioni per la Via Crucis (II e VII) della chiesa di Santa Maria del Giglio e alcune tele per il complesso di San Giovanni evangelista: nella chiesa si trovano l'Ultima Cena e il San Giovanni Evangelista adorante la reliquia della Croce, che segnano la piena maturità del Marieschi, mentre nella scuola grande emerge il San Giovanni Evangelista portato in cielo. 
Da questo momento il pittore esprimerà un'arte sempre più libera e larga, con richiami al Guardi e al rococò tedesco.
Nel Martirio di san Bartolomeo della chiesa di San Francesco di Paola (1764) il tragico episodio viene rappresentato insolitamente come una tranche de vie (si noti un pescatore sdraiato in primo piano) in cui domina il colore rosso.
Alla fine degli anni 1760 partecipò al restauro dell'atrio al piano terra della Scuola della Carità; vi ha lasciato tre opere sui soffitti: le Virtù teologali, la Madonna incoronata in cielo e la Divina Sapienza e Virtù teologali. All'inizio del decennio successivo si collocano gli affreschi per l'oratorio della Santa Casa di Loreto nella parrocchiale di Vescovana (nella quale è conservata anche, in cattive condizioni, una pala con santi).
Fu attivo anche come restauratore di dipinti.